# Mario Boldi
Mario Boldi (Tarcento, 1º novembre 1924 – 13 marzo 2010) è stato un calciatore italiano, di ruolo difensore.

## Caratteristiche tecniche
Giocava come terzino destro.

## Carriera
Ha esordito in Serie A con la maglia del Palermo l'11 settembre 1949 in Como-Palermo (1-0).